# Antoine Aveline
Pour les articles homonymes, voir Aveline.
Antoine Aveline, né en 1691 à Paris où il est mort le 22 mars 1743, est un graveur français.

## Biographie
Fils de Pierre et frère de Pierre-Alexandre, Antoine  Aveline a travaillé toute sa vie à Paris. Il a principalement gravé sur cuivre.